# Listă de legende românești
Aceasta este o listă de legende românești.

## Titluri de legende românești

### A
- Apa Bârsei (Dimitrie Bolintineanu)
- Aprodul Purice

### B
- Baia
- Barnovschi-domnul
- Briar
- Bârlad
- Barza

### C
- Cea din urmă noapte a lui Mihai cel Mare
- Cel din baltă
- Codrul Cosminului
- Copilul din casă
- Cupa lui Ștefan
- Cântecul gintei latine
- Căpitanul de vânători

### D
- Dan, căpitan de plai
- Daniel Sihastru
- Detunata
- Doamna lui Neagu
- Domnul Mavrogheni
- Dragoș-Vodă
- Dulful de mare
- Dumbrava Roșie (Vasile Alecsandri)
- Dumbrava Roșie (Dimitrie Bolintineanu)

### F
- Fata de la Cozia
- Fetele din apă
- Fiaștrii

### G
- Grozea voinicul
- Ghiocel

### Î
- Întoarcerea lui Mihai

### L
- Legenda ciocârliei
- Legenda lăcrămioarelor
- Legenda rândunicii
- Legenda crivățului

### M
- Maria Putoianca
- Mihai revenind de la Dunăre
- Mihai scăpând stindardul
- Mihai și călăul
- Mircea cel Mare și solii
- Mircea la bătaie
- Miron Costin (Dimitrie Bolintineanu)
- Monastirea Putna
- Muma lui Ștefan cel Mare
- Mânia lui Ștefan
- Mureșul și Oltul

### P
- Petru Rareș
- Preda Buzescu
- Prier și fata iernii

### S
- Sorbul iezerelor (Sorbul mărilor)
- Stânca Corbului- Alecu Russo

### Ș
- Ștefan la moarte
- Știma apei

### V
- Vâlva Apelor

### Z
- Zăganul
- Zăpada și ghiocelul